# Bruno Rossignol (compositeur)
Pour les articles homonymes, voir Rossignol (homonymie).
Œuvres principales
- La Fin dau monde (2013)

Bruno Rossignol, né en 1958 à Nanterre, est un compositeur, chef de chœur et d’orchestre, pianiste et pédagogue.

## Biographie
Il suit des études musicales à l’École normale de musique de Paris et à la Sorbonne. Puis il dirige des chœurs : d’abord chef stagiaire à l’Opéra de Paris et au Chœur de l'Orchestre de Paris (auprès de Jean Laforge et d’Arthur Oldham), il est ensuite chef fondateur du Chœur de chambre de l’Île-de-France (1er prix des Concours internationaux de Malte en 1989 et de Vérone en 1993). Avec cet ensemble, il reçoit le Grand Prix des Hauts-de-Seine en 1996. 
De 1985 à 1995, il est le chef de chœur des spectacles musicaux de Jean-Michel Jarre, qu’il a accompagné à Londres, Paris-La Défense (1990), Berlin, Budapest, Séville, Barcelone, Saint-Jacques-de-Compostelle, Mont-Saint-Michel.
Il est directeur des Conservatoires de Jouy-en-Josas de 1989 à 1992, de Suresnes de 1992 à 1997, d'Orsay de 1997 à 2000, de Bourges de 2000 à 2005 et Hector Berlioz à Paris 10e de 2005 à 2010. Il dirige le chœur d'adultes du conservatoire Paul Dukas à Paris 12e de 2006 à 2010.   
En 2011, il est nommé directeur du Conservatoire à rayonnement départemental (CRD) de la Dordogne et  directeur artistique de l’ensemble instrumental de la Dordogne (E.I.D.) avec lequel il se produit principalement en région Aquitaine. Il crée dans le même temps le chœur de Dordogne qui devient le chœur PaRatge en 2016. Il rejoint Paris cette même année pour prendre la direction du Conservatoire Jean-Philippe Rameau (6ème arrondissement).
En 2019, il dirige l'ensemble choral Promusica de Sainte-Foy-la-Grande.
Il se produit régulièrement en France et notamment dans la région Nouvelle-Aquitaine, au piano, accompagné par sa fille Mathilde Rossignol au chant (mezzo-soprano),.

## Œuvres
Bruno Rossignol compose des œuvres chorales telles que Ave verum, Exurgens autem Maria ou encore Salve Regina pour un tombeau de Francis Poulenc. Il écrit surtout un grand nombre de pièces instrumentales (Le Roi des grenouilles, Les Nouvelles Histoires Naturelles et Curieuses rencontres) par lesquelles il exprime sa vocation de pédagogue. Son œuvre principale est l'oratorio occitan La fin dau monde.
Cantate : 
- L'escalier (2007), chœur à quatre voix mixtes.

Concertos :
- Concerto pour harpe, créé en 2008 par Sabine Chefson ;
- Concerto pour violon, créé en 2000 par Annie Jodry[10].

Mélodie : 
- Les nouvelles histoires naturelles[11], pour soprano, baryton et piano, sur des textes de Jules Renard.

Musique de chambre :
- Aria (1995), violon et piano ;
- Au père lapin (1997), trompette et piano ;
- Ballade irlandaise (1988), flûte et piano ;
- Carillon (2008), cor et piano ;
- Danse des sylphes (1988), flûte et piano ;
- Danse du paon, cor et piano ;
- Défilé (2012), trombone et piano ;
- Divertissement (1995), trois flûtes ;
- Élégie (1984), hautbois et piano ;
- Interlude maya, alto et guitare ;
- Jazz notes violon 2 avec Alexandre Tenaud, (1992), violon et piano ;
- Jean-Paul's march (2000), cor et piano ;
- La jument grise, percussion et piano ;
- La meunière a neuf écus (2014), violon et piano[12] ;
- Le sentier des sources, harpe celtique ;
- Le songe d'Hector (2007), hautbois et piano ;
- Le violon en herbe (1995), violon et piano ;
- Loup yétu (2012), violon et piano[13] ;
- Manège, saxophone et piano ;
- Novelettes (2000) : Au clair de la terre, Mélodie irlandaise et Promenade romantique, trois pièces pour violoncelle et piano ;
- Ode rose (2008), clarinette et piano ;
- Orphée et Calupan (2010), piano à quatre et six mains ;
- Pavane en deux tons (1984), cor et piano ;
- Rag (2008), hautbois et piano ;
- Ravel blues (1988), violon et piano ;
- Rhapsodie-jeu (1994), saxophone et piano ;
- Saudade (2002), violon et piano ;
- Suite (1996), flûte, clarinette et piano ;
- Suite Colombat pour piano à 4 mains (2016)[14] ;
- Trois bagatelles (2005), hautbois, violoncelle et piano ;
- Trois pièces (2006), percussions ;
- Trois toiles pour rêver, trois clarinettes.

Musique pour chœur :
- Ave verum (2005) ;
- Dona nobis pacem (2015) ;
- Exsurgens autem Maria[15] (créé en mai 2014 dans le cadre des Célébrations du 900e anniversaire de l'abbaye de Pontigny) ;
- De la mer... (1994), chœur à quatre voix de femmes ;
- Demain (1999) ;
- L’A.B.C. d’un chœur (1997) ;
- La mer est entrée dans les prés (2016) ;
- Louange (1994), chœur à quatre voix de femmes ;
- Mas zo farai avec Jean-Yves Agard (2018), chœur à quatre voix, créé pour l'inauguration du Mémorial de la Résistance à Saint-Étienne-de-Puycorbier[16] ;
- Que tu es belle ! (1994), chœur à quatre voix de femmes ;
- Risotto musicale - Trois registres parlando (2004) ;
- Salve Regina - pour un tombeau de Francis Poulenc (1998) ;
- Stabat Mater (1999).

Musique pour soliste :
- Cilaos (2000), harpe ;
- Curieuses rencontres (1985) : Le petit garçon qui marchait sur la lune, Au clair de la terre, La planète où dansent les fourmis bleues, L'astéroïde B 612 et Les étoiles, cinq pièces pour piano ;
- En Bretagne (1996), piano ;
- In memoriam J.M.R. (2004), saxophone ;
- Le roi des grenouilles (1993), cinq pièces pour piano, d'après le conte de Grimm ;
- Mouvements perpétuels (2013), piano ;
- Paysages en coin (2004), piano ;
- Philémon (2012), cor ;
- Préludes Minéraux pour piano (2015) ;
- Quel cirque (1991), piano ;
- Reflet orange et reflet bleu, harpe celtique ;
- Soirées sous la lune (2008), guitare ;
- Valse chagrine (1988), clarinette ;
- Valse tendre et aristocratique (2001), piano.

Opéra : 
- Madame Roland, créé à Suresnes dans le cadre des manifestations du bicentenaire de la Révolution[1].

Oratorio : 
- La fin dau monde[17], (créé les 26 et 27 avril 2013 respectivement à Sarlat et à  Boulazac (Périgueux)[18], écrit en occitan limousin sur un texte de Jean-Yves Agard, docteur en sociologie, défenseur des langues régionales[19].

Il a également transcrit pour piano à quatre mains de grandes œuvres du répertoire :
- les Tableaux d'une exposition de Moussorgski ;
- le Prélude à l'après-midi d'un faune de Debussy ;
- Un bal, extrait de la Symphonie fantastique de Berlioz, éditions Delatour.

## Prix et récompenses
En tant que chef de chœur, il a remporté :
- 1989 : 1er prix du Concours international de Malte ;
- 1990 : Médaille de la Ville de Paris ;
- 1993 en Italie : 
  - 1er prix du Concours international de Vérone[2],
  - Prix du meilleur chef du Festival de Vérone ;
- 1996 : Grand prix de Hauts-de-Seine[2].

## Festival
En 2017, Bruno Rossignol et Jean-Yves Agard, président de l’association Musica au Molin, lancent le festival La Forêt en scène au lieu-dit La Fortune, à Saint-Étienne-de-Puycorbier, dans la forêt de la Double. Au programme : instruments, chants (chœur et solistes), poésie.